# Kalle Heikkinen (Skilangläufer)
Kalle Heikkinen (* 20. Februar 1908 in Paltamo; † 15. Dezember 1938 in Hyvinkää) war ein finnischer Skilangläufer.
Heikkinen, der für den Hyvinkään Tahko startete, gewann beim Holmenkollen Skifestival im Jahr 1933 den 18-km-Lauf und im Jahr 1934 den 50-km-Lauf. Bei den Olympischen Winterspielen 1936 in Garmisch-Partenkirchen belegte er den 14. Platz über 50 km. Im folgenden Jahr errang er bei den Lahti Ski Games den dritten Platz über 50 km. Bei den Nordischen Skiweltmeisterschaften 1938 in Lahti lief er auf den zehnten Platz über 50 km.